# 郡山市文化・学び振興公社
公益財団法人郡山市文化・学び振興公社（こうえきざいだんほうじんこおりやましぶんか・まなびしんこうこうしゃ）は、市民の文化の振興、文化財の調査研究及び労働福祉の増進を行うとともに、豊かな人間性の涵養を図り、もって市民福祉の向上に寄与することを設置目的としている。
現在は、指定管理者として郡山市民文化センター、郡山市開成館、郡山市こおりやま文学の森資料館、郡山市ふれあい科学館、大安場史跡公園、五百淵公園、荒井中央公園、平成記念郡山こどものもり公園、郡山市野鳥の森学習館、郡山市労働福祉会館、郡山市男女共同参画センターの管理運営を行うほか、郡山市勤労者互助会、文化財調査研究センター の管理運営を行っている。
平成24年には財団法人から公益法人に移行した。 

## 概要
法人沿革の詳細は、ウェブサイト参照。
財団設立当時と比べて、大きく変化した社会経済情勢の中で、多様化、複雑化した市民ニーズに対応し、更なる教育文化の振興を図るため、公益財団法人郡山市文化・学び振興公社は、財団法人郡山市文化施設管理公社、財団法人郡山市埋蔵文化財発掘調査事業団及び財団法人郡山市勤労者福祉施設振興公社の統合により、平成17年4月1日に設立。 この統合によるスケールメリットを活かした事業の連携や総合化を図り、市民の多様なニーズに応える事業を推進。
公益法人制度改革に伴い、当財団は、平成24年3月に福島県知事から公益財団法人の移行認定を受け、「公益財団法人郡山市文化・学び振興公社」として新たに出発。
平成31年4月より郡山市民文化センター、郡山市開成館、郡山市こおりやま文学の森資料館、郡山市ふれあい科学館、大安場史跡公園、五百淵公園、荒井中央公園、平成記念郡山こどものもり公園、郡山市野鳥の森学習館、郡山市労働福祉会館、郡山市男女共同参画センターの指定管理者（5年）として運営を開始。

## 運営施設
郡山市民文化センター（けんしん郡山文化センター（郡山市民文化センター） (bunka-manabi.or.jp)）
郡山市開成館（郡山市開成館 (bunka-manabi.or.jp)）
郡山市こおりやま文学の森資料館（こおりやま文学の森資料館 (bunka-manabi.or.jp)）
郡山市ふれあい科学館（郡山市ふれあい科学館 スペースパーク (space-park.jp)）
大安場史跡公園（大安場史跡公園 (bunka-manabi.or.jp)）
荒井中央公園（荒井中央公園 (bunka-manabi.or.jp)）
平成記念郡山こどものもり公園（平成記念郡山こどものもり公園 (bunka-manabi.or.jp)）
五百淵公園/野鳥の森学習館（五百淵公園_野鳥の森学習館 (bunka-manabi.or.jp)）
郡山市労働福祉会館（郡山市労働福祉会館のホームページ | 用途に合わせて自由な空間をご活用ください (bunka-manabi.or.jp)）
郡山市男女共同参画センター（郡山市男女共同参画センター | (bunka-manabi.or.jp) ）
郡山市勤労者互助会（みゅーあい郡山（郡山市勤労者互助会） (bunka-manabi.or.jp)）
文化財調査研究センター（公益財団法人郡山市文化・学び振興公社　文化財調査研究センター | 郡山の歴史を掘る仕事をしています (bunka-manabi.or.jp)）